# Bosse Bogserbåt

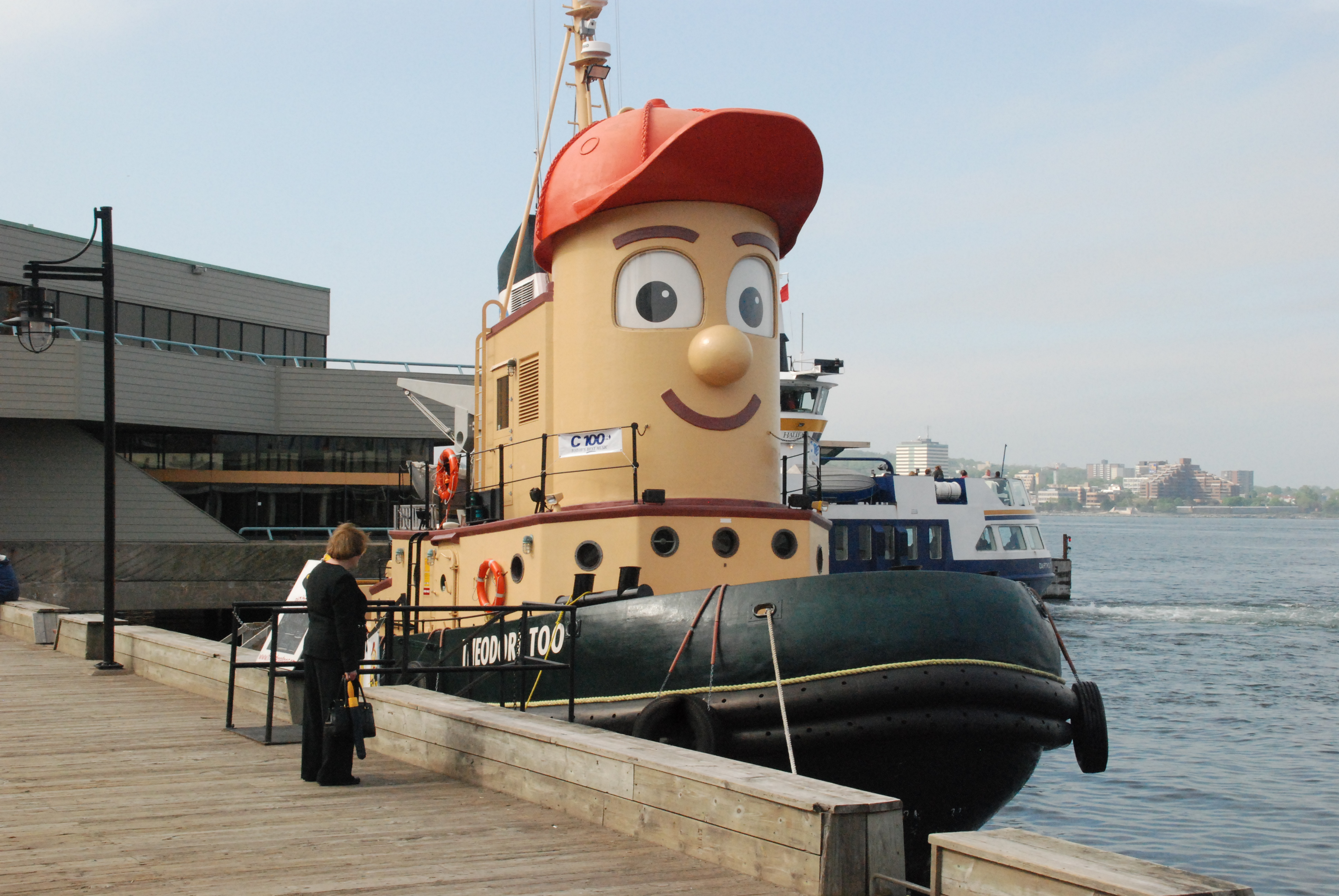
Bosse Bogserbåt

Bosse Bogserbåt (engelska: Theodore Tugboat) är en amerikanska-kanadensiska barn-TV-serie (1996–2004) om en bogserbåt med namnet Bosse, som bor i en stor hamn med alla sina vänner. Den svenska översättningen har berättats av Stefan Ekman.